# North Yorkshire Moors Railway
| Bahnhof Goathland |                      |                                         |                                         |
| Streckenlänge: | 29 km                |                                         |                                         |
| Spurweite: | 1435 mm (Normalspur) |                                         |                                         |
| |                      |                                         |                                         |
| \| \| \| von Whitby \| \| \| \| \| Bahnstrecke Middlesbrough-Whitby \| \| \| \| \| nach Middlesbrough \| \| \| \| \| Grosmont (NYMR-Bahnhof) anfangs: Tunnel \| \| \| \| \| \| \| \| \| \| Murk Esk \| \| \| \| \| \| \| \| \| \| \| \| \| \| \| Bahnbetriebswerk \| \| \| \| \| \| \| \| \| \| Trasse von 1836 \| \| \| \| \| Murk Esk \| \| \| \| \| Murk Esk \| \| \| \| \| Murk Esk \| \| \| \| \| Murk Esk \| \| \| \| \| Murk Esk \| \| \| \| \| Goathland \| \| \| \| \| Murk Esk \| \| \| \| \| \| \| \| \| \| Newtondale Halt \| \| \| \| \| Levisham \| \| \| \| \| Betriebswerk Oberbau \| \| \| \| \| \| \| \| \| \| Ausbesserungswerk Wagen \| \| \| \| \| \| \| \| \| \| Pickering \| \| \| \| \| nach Pilmoor, York und Scarborough \| \| |                      |                                         |                                         |
| Strecke |                      | von Whitby                              | von Whitby                              |
| Strecke |                      | Bahnstrecke Middlesbrough-Whitby        | Bahnstrecke Middlesbrough-Whitby        |
| Abzweig geradeaus und nach rechts |                      | nach Middlesbrough                      | nach Middlesbrough                      |
| Bahnhof |                      | Grosmont (NYMR-Bahnhof) anfangs: Tunnel | Grosmont (NYMR-Bahnhof) anfangs: Tunnel |
| Abzweig geradeaus und ehemals nach links · Strecke von rechts (außer Betrieb) |                      |                                         |                                         |
| Brücke über Wasserlauf · Brücke über Wasserlauf (Strecke außer Betrieb) |                      | Murk Esk                                | Murk Esk                                |
| Tunnel · Tunnel (Strecke außer Betrieb) |                      |                                         |                                         |
| Abzweig geradeaus und ehemals von links · Strecke nach rechts (außer Betrieb) |                      |                                         |                                         |
| Strecke · Betriebs-/Güterbahnhof Streckenanfang |                      | Bahnbetriebswerk                        | Bahnbetriebswerk                        |
| Abzweig geradeaus und von links · Strecke nach rechts |                      |                                         |                                         |
| Abzweig ehemals geradeaus und nach links · Strecke von rechts |                      | Trasse von 1836                         | Trasse von 1836                         |
| Brücke über Wasserlauf (Strecke außer Betrieb) · Brücke über Wasserlauf |                      | Murk Esk                                | Murk Esk                                |
| Brücke über Wasserlauf (Strecke außer Betrieb) · Brücke über Wasserlauf |                      | Murk Esk                                | Murk Esk                                |
| Brücke über Wasserlauf (Strecke außer Betrieb) · Brücke über Wasserlauf |                      | Murk Esk                                | Murk Esk                                |
| Brücke über Wasserlauf (Strecke außer Betrieb) · Brücke über Wasserlauf |                      | Murk Esk                                | Murk Esk                                |
| Brücke über Wasserlauf (Strecke außer Betrieb) · Brücke über Wasserlauf |                      | Murk Esk                                | Murk Esk                                |
| Strecke (außer Betrieb) · Bahnhof |                      | Goathland                               | Goathland                               |
| Brücke über Wasserlauf (Strecke außer Betrieb) · Brücke über Wasserlauf |                      | Murk Esk                                | Murk Esk                                |
| Strecke nach links (außer Betrieb) · Abzweig geradeaus und ehemals von rechts |                      |                                         |                                         |
| Haltepunkt / Haltestelle |                      | Newtondale Halt                         | Newtondale Halt                         |
| Bahnhof |                      | Levisham                                | Levisham                                |
| Betriebs-/Güterbahnhof Streckenanfang · Strecke |                      | Betriebswerk Oberbau                    | Betriebswerk Oberbau                    |
| Strecke nach links · Abzweig geradeaus und von rechts |                      |                                         |                                         |
| Betriebs-/Güterbahnhof Streckenanfang · Strecke |                      | Ausbesserungswerk Wagen                 | Ausbesserungswerk Wagen                 |
| Strecke nach links · Abzweig geradeaus und von rechts |                      |                                         |                                         |
| Kopfbahnhof Strecke ab hier außer Betrieb |                      | Pickering                               | Pickering                               |
| Strecke (außer Betrieb) |                      | nach Pilmoor, York und Scarborough      | nach Pilmoor, York und Scarborough      |

Die North Yorkshire Moors Railway (NYMR) ist eine Museumseisenbahn in North Yorkshire. Es handelt sich um eine weitgehend eingleisige Strecke in Normalspur mit einer Länge von 29 Kilometern. Damit ist sie die zweitlängste Museumseisenbahn des Vereinigten Königreichs.
Sie befährt eine Bahnstrecke, die 1836 eröffnet wurde und damit eine der ältesten der Welt ist. Der reguläre Personenverkehr wurde 1965 eingestellt. Die Wiedereröffnung für den regulären Museumsbetrieb fand 1973 statt.

## Strecke

### Die Trasse
Die Bahn befährt regelmäßig den südlichen Abschnitt der eingleisigen, nicht elektrifizierten ehemaligen Whitby and Pickering Railway. Dort wurde 1965 wegen angeblich mangelnder Rentabilität aufgrund des Beeching-Gutachtens der planmäßige Bahnverkehr eingestellt. Zwei Jahre später bildete sich die NYMR Preservation Society, die 1969 erstmals wieder eine Lokomotive die Strecke entlangfahren ließ. Vorerst an einzelnen Wochenenden wurde der Betrieb nun wieder aufgenommen. Sowohl die Lage der Strecke im North York Moors National Park und in unmittelbarer Nähe zu dem Badeort Whitby an der Küste, als auch die Tatsache, dass es sich um eine der ältesten Bahnstrecken der Welt handelt, ließ sie für einen Betrieb als Museumseisenbahn geeignet erscheinen. In den folgenden Jahren organisierte sie sich als gemeinnützige Stiftung, die North York Moors Historical Railway Trust Ltd, und ist inzwischen auch ein staatlich anerkanntes und vielfach ausgezeichnetes Museum. Die Stiftung kaufte die Strecke, die sie seit 1973 in dem Streckenabschnitt von Pickering nach Grosmont als Eisenbahninfrastrukturunternehmerin und als Eisenbahnverkehrsunternehmen betreibt. Es wird überlegt, die Strecke wieder bis Malton zu verlängern. Das ist aber problematisch, weil die Trasse in Pickering teilweise überbaut wurde.

### Bahnhöfe
Die Bahnhöfe repräsentieren verschiedene Epochen und sind entsprechend zurück restauriert, bis hin auf die Werbeplakate und andere kleine Accessoires. Auch Bauteile, wie etwa historische Fußgängerbrücken zwischen den Bahnsteigen, wurden aus einer Vielzahl anderer, geschlossener historischer Bahnhöfe zur NYMR transloziert.

#### Grosmont

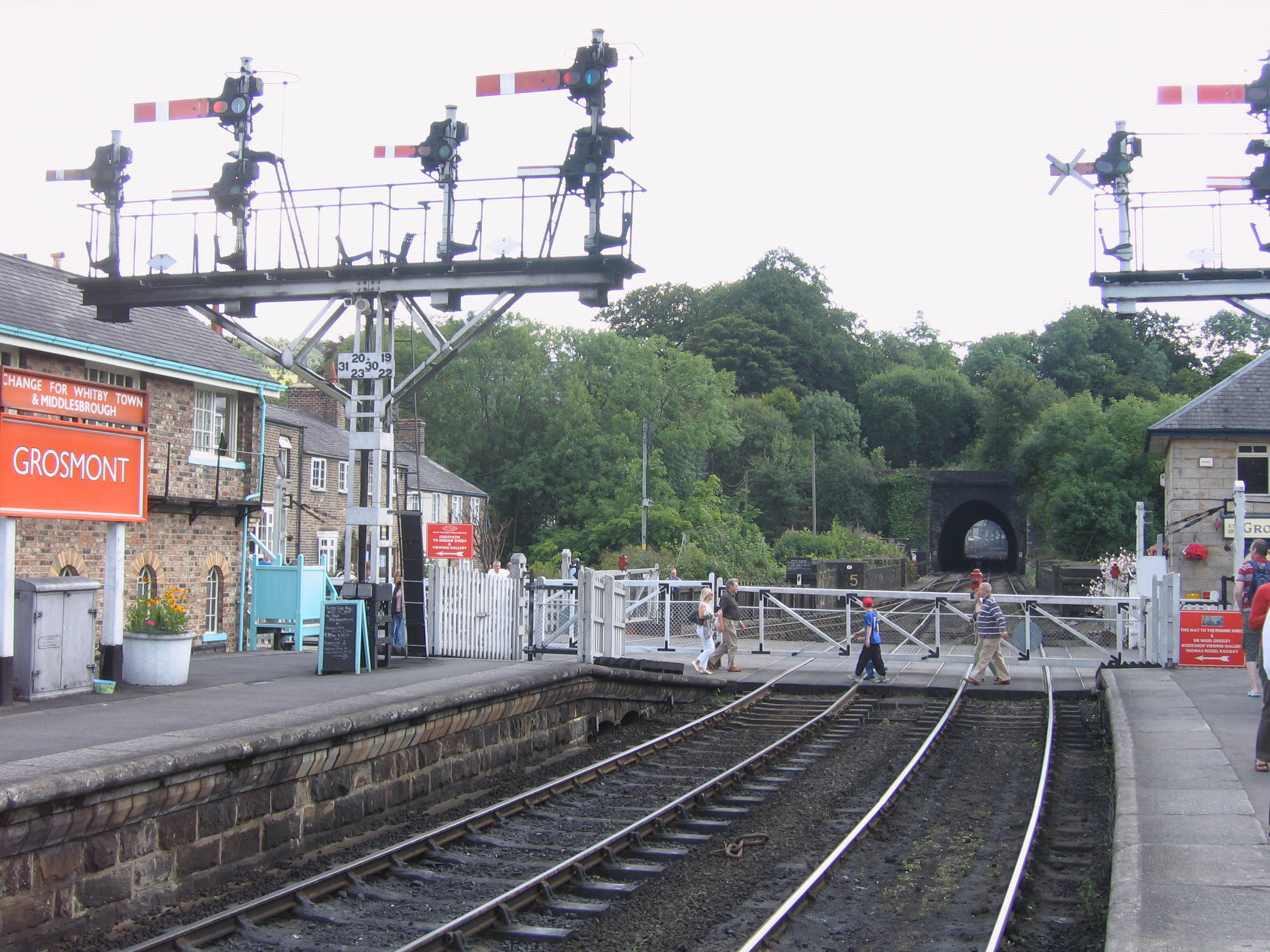
Bahnhof Grosmont: Ausfahrtssignale und Tunnel

Der Bahnhof Grosmont ist der „Hauptbahnhof“ der Museumseisenbahn mit drei Bahnsteiggleisen (Nr. 2–4). Die Bahnhofsgebäude stammen zum Teil noch von 1845 mit Ergänzungen von 1865. Das Gebäude zur Straße hin, in dem sich heute der Museumsshop befindet, wurde 1835 errichtet, war früher das Postamt und beherbergt heute ehrenamtlich bei der NYMR Tätige. Es wurde erst 1997 zugekauft, gehört also nicht zum historischen Gebäudebestand der Bahn. Der Bahnhof Grosmont ist in dem Zustand des Jahres 1952 hergerichtet.
Einige hundert Meter streckenaufwärts befindet sich das Bahnbetriebswerk der NYMR, das 1972 errichtet wurde. Zwischen Bahnhof und Betriebswerk liegt der einzige Tunnel der Strecke. Unmittelbar unterhalb des Bahnhofs besteht eine Weichenverbindung auf die Esk Valley Line in Richtung Whitby, eine Strecke, die von Network Rail betrieben wird. Die Züge der Northern Rail halten an Bahnsteig 1.
Im Bahnbetriebswerk gibt es die Möglichkeit für die Dampflokomotiven, Kohle und Wasser zu fassen sowie die erforderlichen Unterhaltungsarbeiten an den Lokomotiven durchzuführen.

#### Goathland
Das Empfangsgebäude des Bahnhofs Goathland stammt aus dem Jahr 1865 und ist seitdem fast unverändert geblieben. Der Bahnhof Goathland wurde in etwa in den Zustand versetzt, wie er nach dem Ersten Weltkrieg um 1922 ausgesehen hat, als die Strecke von der North Eastern Railway (NER) betrieben wurde. Das betrifft vor allem die „Dekoration“ im Bereich der Bahnsteige, wo zahlreiche Gegenstände aus dieser Zeit aufgestellt sind: Gepäckkarren, Milchkannen etc. Der Bahnhof war mehrfach Filmkulisse (siehe unten). Im ehemaligen Güterschuppen befindet sich ein Café. Im Bahnhof sind mehrere historische „Camping Coachs“ stationiert, die gemietet werden können. Der Bahnhof hat verkürzte Bahnsteige, so dass dort immer nur die ersten drei Wagen eines Zuges zum Stehen kommen.

#### Newton Dale Halt

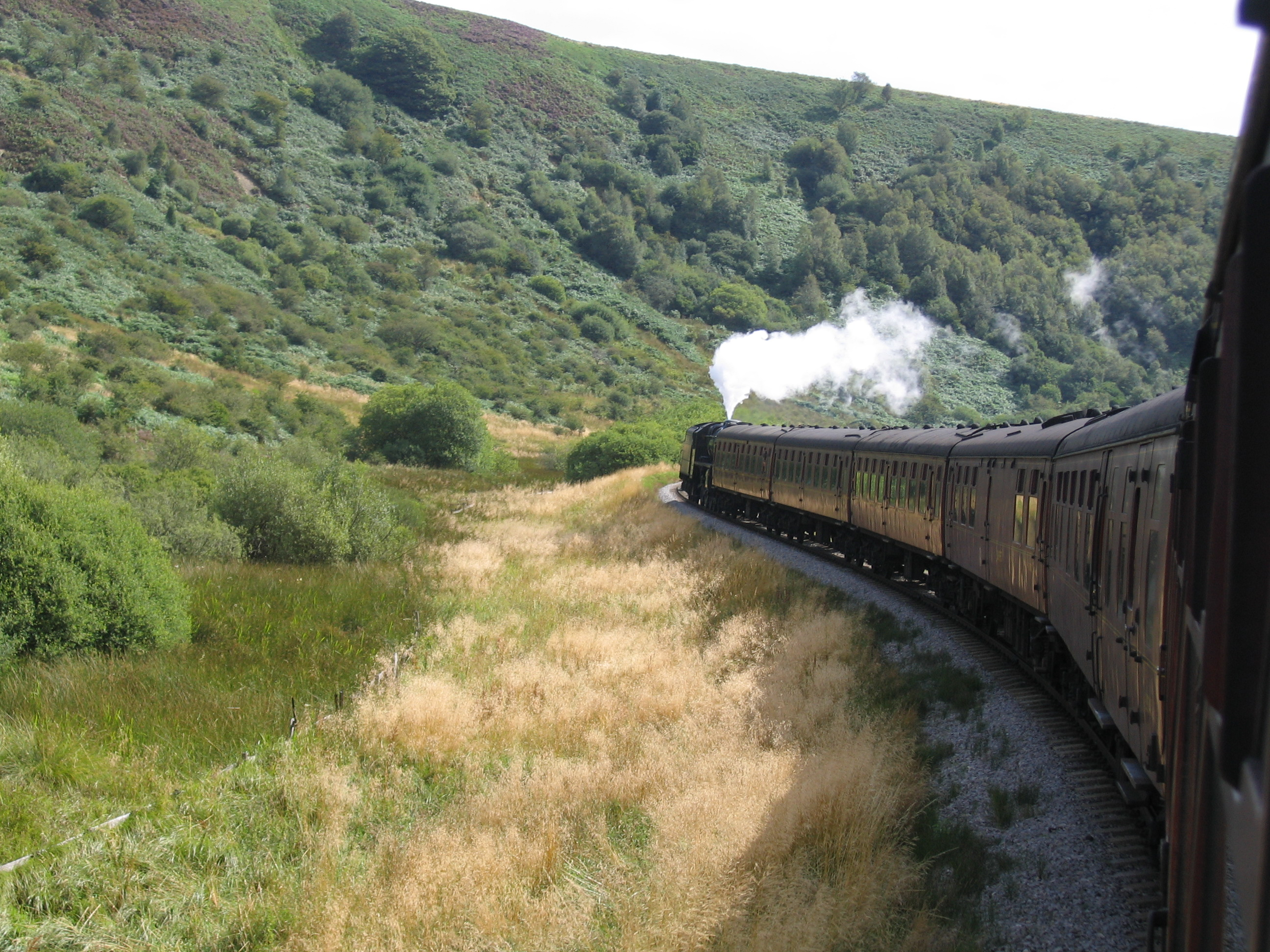
NYMR-Zug in der Moorlandschaft

Newton Dale Halt ist ein Bedarfshalt, der 1981 angelegt wurde. Er wird hauptsächlich von Wanderern genutzt und ist nicht nur der abgelegenste Halt der Strecke, sondern soll auch der Halt im britischen Eisenbahnnetz sein, der am weitesten von einer öffentlichen Straße entfernt ist. Der Halt hat einen verkürzten Bahnsteig, so dass dort immer nur die ersten drei Wagen eines Zuges zum Stehen kommen.

#### Levisham
Levisham ist ein Dorfbahnhof, etwa drei Kilometer von dem Ort entfernt, dessen Namen er trägt. Der Bahnhof wurde auf den Zustand von 1912 zurück restauriert, als die Strecke von der NER betrieben wurde. Auch dieser Bahnhof hat verkürzte Bahnsteige, so dass dort immer nur die ersten drei Wagen eines Zuges zum Stehen kommen.
Der Bahnhof wird von einer eigenen Gruppe Ehrenamtlicher gepflegt. Er ist Sitz des offiziellen Künstlers der NYMR, Christopher Ware.
Der Bahnhof ist Ausgangspunkt für Wanderwege durch die Moorlandschaft. Im Bahnhof ist auch ein historischer „camping coach“ stationiert, der gemietet werden kann.

#### Pickering

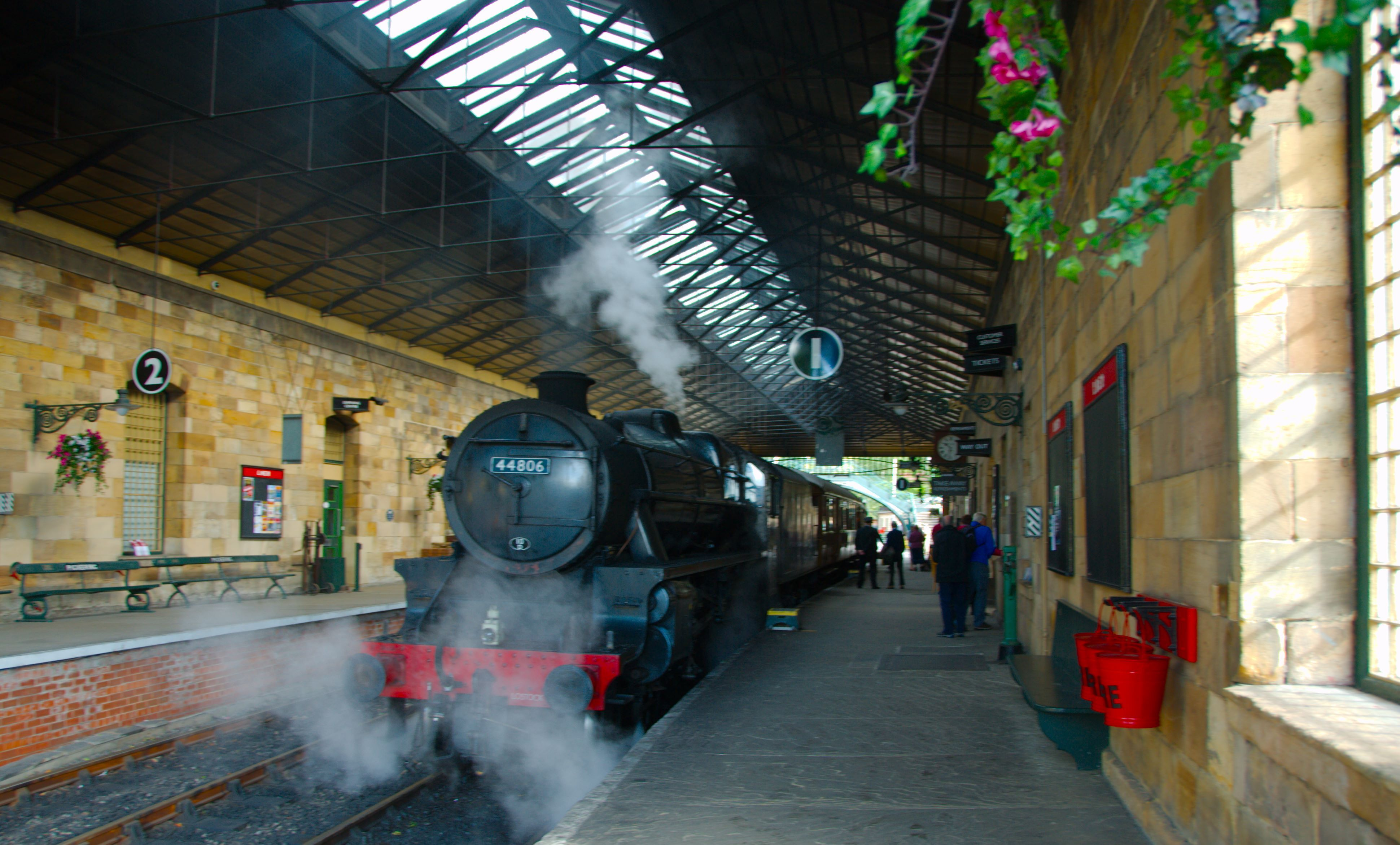
Bahnhof Pickering mit rekonstruierter Bahnhofshalle

Der Bahnhof Pickering ist der historisch erste und derzeit auch wieder genutzte Endpunkt der Strecke. Das Empfangsgebäude, 1845 durch den Architekten George Townsend Andrews errichtet, wurde weitestgehend in seinen Zustand im Jahr 1937 zurück restauriert. Anfang 2011 wurde das Dach der Bahnhofshalle wiedererrichtet. Im Empfangsgebäude befindet sich auch ein Café.
Der Bahnhof beherbergt zudem die Werkstätte für die Restaurierung und den Unterhalt der Eisenbahnwagen. Dort befindet sich eine Drehscheibe, die ursprünglich in York ihren Dienst tat, wo sich heute das National Railway Museum befindet. Auch die Baufahrzeuge zum Streckenunterhalt sind hier in einem Depot abgestellt.

## Verkehr

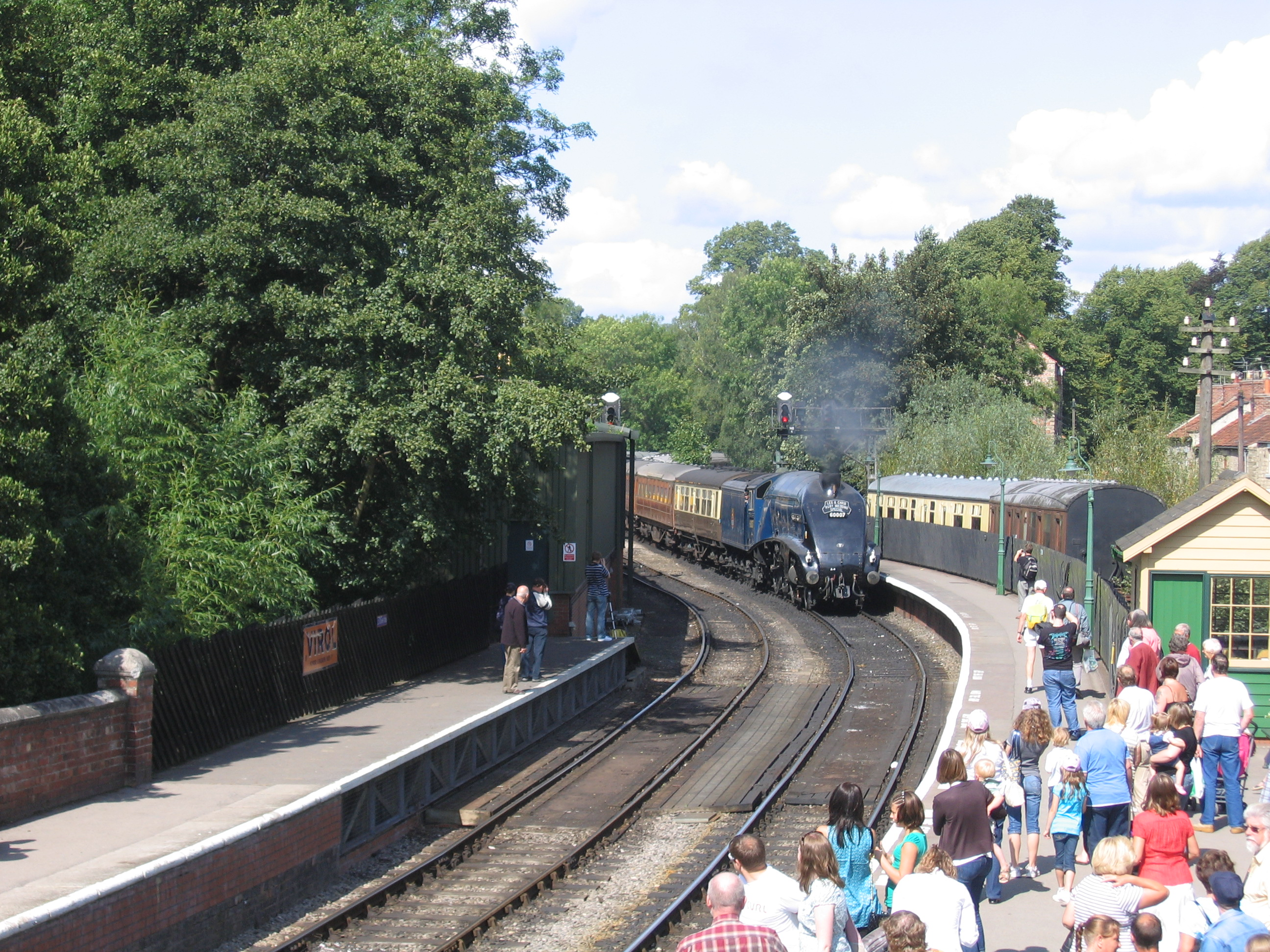
Sir Nigel Gresley bei der Einfahrt in Pickering

Die Eisenbahn wird überwiegend durch ehrenamtliche Mitarbeiter betrieben. An einem Tag mit Vollfahrplan werden allein für den Betrieb 24 Mitarbeiter benötigt. Insgesamt gibt es 300 Freiwillige, die den Betrieb aufrechterhalten. Die Streckensicherung erfolgt über ein Electric Tablet System.
Heute findet täglich fahrplanmäßiger Verkehr in den Monaten April bis Oktober statt. Hinzu kommen Fahrten an ausgewählten Tagen im Winter wie beispielsweise der Santa-Special-Zug zu Weihnachten. In der Hauptsaison fahren die überwiegend mit Dampflokomotiven bespannten Züge stündlich in jede Richtung, neun Zugpaare pro Betriebstag. Hin und wieder werden auch historische Dieseltriebwagen oder Wagenzüge eingesetzt, die mit historischen Diesellokomotiven bespannt sind. Das geschieht insbesondere bei Zügen, die über die Strecke der NYMR hinaus bis Whitby durchgebunden werden.

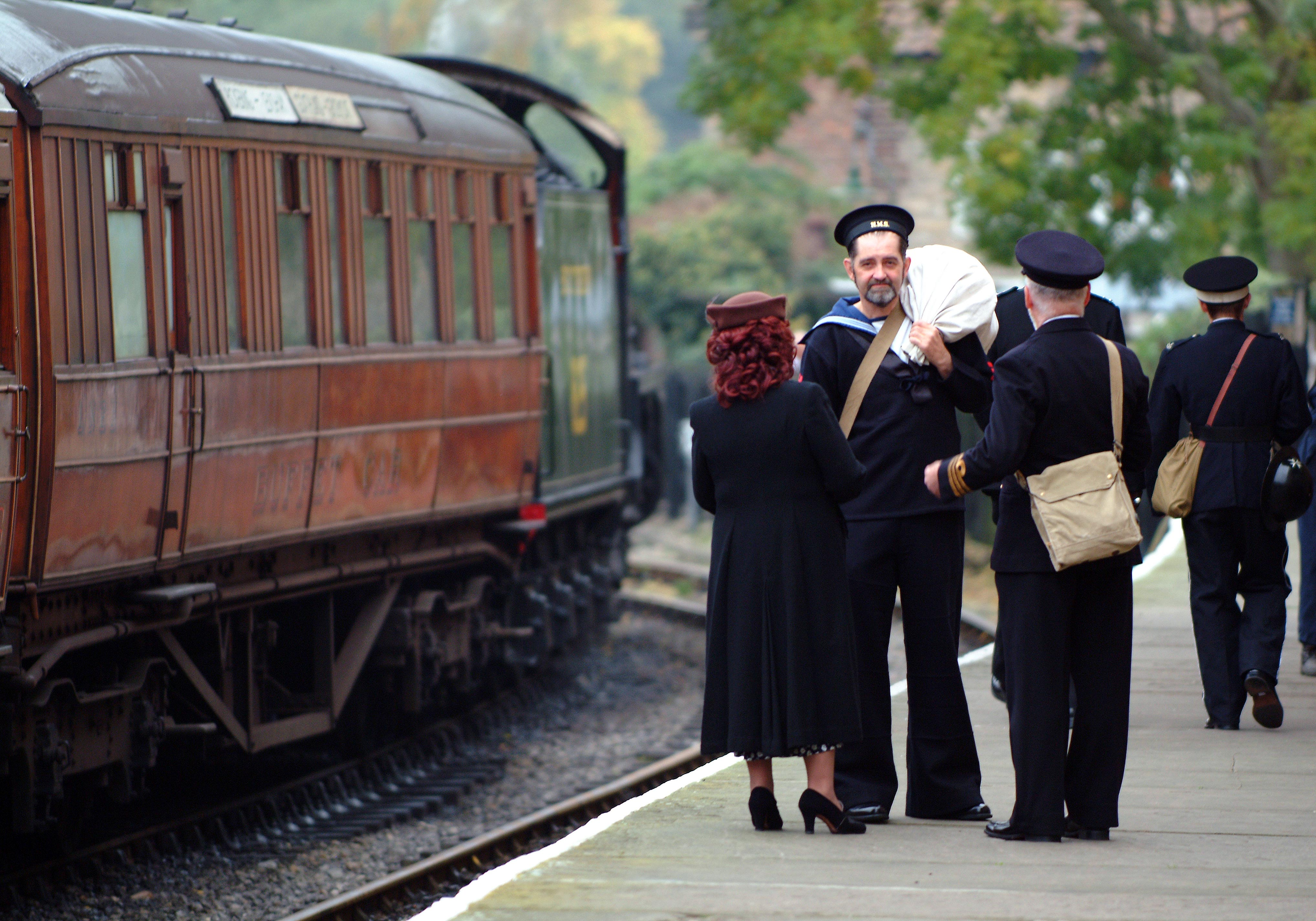
Zweiter-Weltkrieg-Tag bei der NYMR

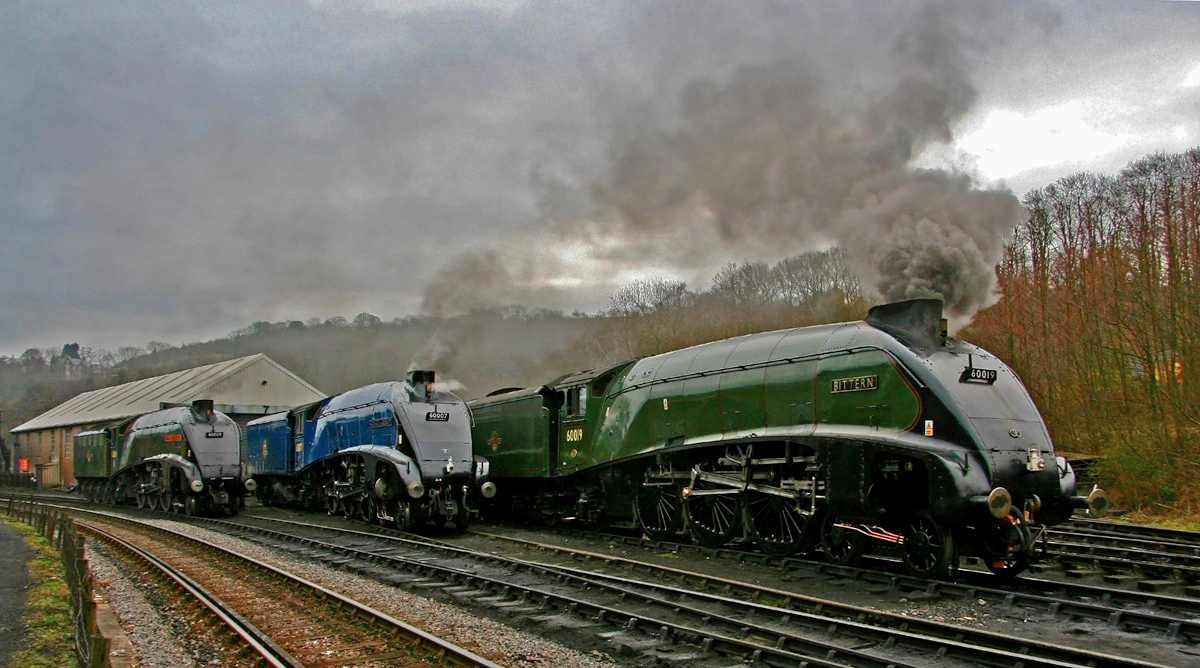
Stromlinien-Dampflokomotiven an einem Gala-Tag zu Gast auf der NYMR

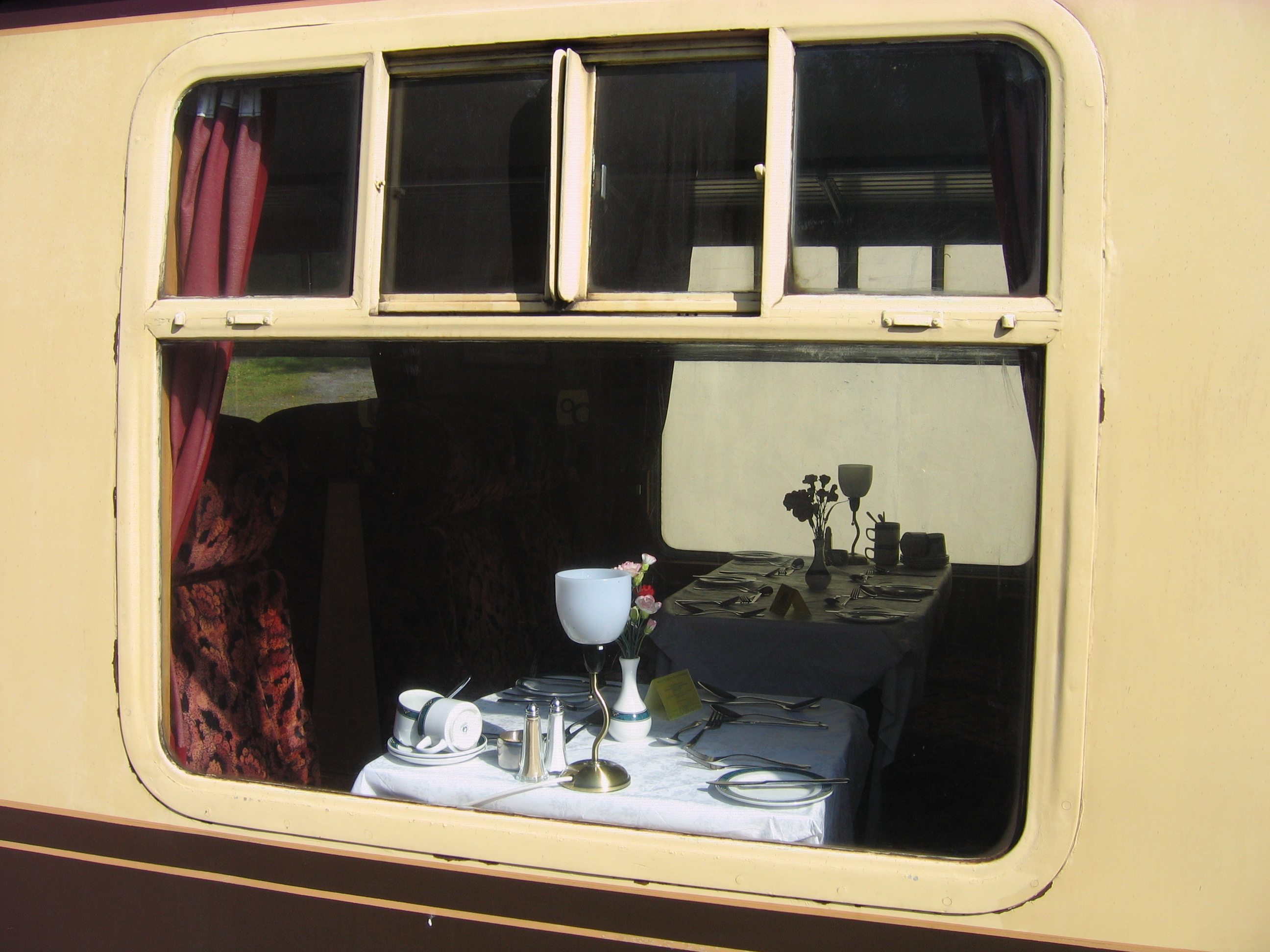
Pullman-Speisewagen der NYMR

Außerdem verkehren an manchen Wochenenden „Speisewagenzüge“ aus historischen Pullmanwagen. Für diese Fahrten ist eine vorherige Platzreservierung erforderlich. Außerdem gibt es „Thementage“:
- Dampf- und Diesel-Galatage, die sich über ein Wochenende erstrecken und auch den anschließenden Freitag oder Montag miteinbeziehen können. Dabei werden neben dem normalen Fahrplan Sonderzüge gefahren, wie Nahverkehrszüge, und Güterzüge. Anlässlich des LNER-Gala-Tages im April 2008 wurden 12.000 Besucher gezählt.
- An einem Wochenende im September wird jedes Jahr der Eisenbahnbetrieb während des Zweiten Weltkriegs „nachgespielt“: Die Eingänge der Empfangsgebäude werden mit Sandsäcken „gesichert“, die Fenster werden verdunkelt und die Bahnhofsnamen verdeckt. Zahlreiche Menschen treten in historischer Kleidung und historischen Uniformen auf, Luftangriffe werden simuliert.
- An mehreren Tagen im Jahr ist Thomas, die kleine Lokomotive (Thomas the Tank Engine) – sehr beliebt bei Kindern – das Thema.
- Ein Zauberer- und Hexen-Wochenende.

2007 hatte die Bahn 320.000 Fahrgäste. Sie ist damit eine der besucherstärksten historischen Attraktionen im Vereinigten Königreich.

## Filmkulisse
In England wurde die NYMR durch die populäre Fernsehserie Heartbeat bekannt, in der der Bahnhof Goathland regelmäßig vorkommt (er heißt dort „Aidensfield“). Außerdem stellte die Bahn die Kulisse in weiteren Fernsehserien, unter anderem auch in Der Doktor und das liebe Vieh (als Mannerton Station), Agatha Christie’s Poirot und Sherlock Holmes. Im ersten Harry-Potter-Film, Harry Potter und der Stein der Weisen, stellte der Bahnhof Goathland den Bahnhof „Hogsmeade“ dar und wurde so auch einem internationalen Publikum bekannt. Der Bahnhof Pickering war Drehort im Film Besessen. Auch für den Film Mission: Impossible – Dead Reckoning Teil Eins mit Tom Cruise diente die Bahnlinie als Drehort.

## Weiter wissenswert
1973 besuchte die Herzogin von Kent die NYMR. Dies war der erste Besuch eines Mitglieds der Königsfamilie bei einer Museumseisenbahn überhaupt.